# Rock instrumentalny
Rock instrumentalny – gatunek muzyczny wywodzący się z rocka z charakterystycznymi, rozbudowanymi solówkami instrumentalnymi.

## Znani wykonawcy
- Henry Cow
- Massacre
- John Petrucci
- Joe Satriani
- The Shadows
- Steve Vai
- The Ventures
- Richie Kotzen
- Eric Johnson
- Paul Gilbert
- Steve Morse
- Marty Friedman
- Pink Floyd